# Janaina Rico
Janaina Rico (Brasília, 22 de maio de 1979) é uma escritora brasileira, autora do Chick lit Ser Clara, de 2009, e do romance Apimentando, de 2012. 

## Biografia
Nascida em Brasília, filha do escritor Luiz Berto Filho (autor de vários livros, dentre eles O Romance da Besta Fubana e editor do jornal Besta Fubana) e da historiadora Elisabete Regina Rico Torres, é colunista do portal Mundo Mulher e da revista eletrônica Mulheres Que Comandam.
Formou-se em Direito em 2009 pelo Centro Universitário Euroamericano - Unieuro. Deu aulas de Direito do Trabalho e Direito Administrativo no GranCursos e Adição. Trabalhou como servidora pública federal no Ministério das Cidades. Em 2010, largou a carreira jurídica e o serviço público para dedicar-se à carreira de escritora.
Foi para o Rio de Janeiro, onde morou seis meses e fez os cursos "Como escrever um romance", na Estação das Letras, com Moacir Costa Lopes, autor de A Ostra e O Vento, e "Roteiro teatral", com Regiana Antonini, roteirista dos programas Zorra Total e O Divã, na  Cia de Teatro Contemporâneo.
Escreveu e produziu os espetáculos teatrais "O maravilhoso livro de desenhos da menina que não sabia desenhar", "O sindicato do folclore" e "Jardim de Poesia", encenados em teatros e shoppings de Brasília. Fundou a Cia Teatral Três Amiguinhos e a Rico Produções Artísticas. 
É criadora das campanhas "Ler Está Na Moda" e "Eu Leio Brasil". Publicou em 2009 a primeira edição do romance "Ser Clara" pela Pedro & João Editores. Em 2010, lançou pela mesma editora o seu livro infantil "O maravilhoso livro de desenhos da menina que não sabia desenhar". E, em 2012 lançou pela Editora Underworld a segunda edição do romance feminino "Ser Clara". Em 2012 lançou o romance "Apimentando" pela Pedro & João Editores

## Ser Clara

### Sinopse
Clara é uma jovem brasiliense, de 27 anos, que está envolvida com os preparativos do casamento de sua melhor amiga, Laura. Durante a festa conhece um médico rico e famoso, o homem dos sonhos de qualquer mulher. Porém, acaba se envolvendo com um colega de adolescência. Mal sabe ela os obstáculos que viverá pela frente, tais como uma sogra desesperada e até mesmo tentativas de assassinato, até que consiga decidir o que quer da vida.
Trata-se de um livro de linguagem simples e atual, que descreve o cotidiano, os sonhos e as aventuras de uma mulher vivendo entre a realização de uma vida independente e o desejo de conhecer e viver um grande amor.
Clara, Laura, João Thomas, Léo são personagens que encontramos em nosso dia a dia, no trabalho, nos bares, nas festas. Um passeio pelos desejos e sonhos do imaginário feminino.

## Apimentando

### Sinopse
Luciana Teixeira é uma das sexólogas mais famosas do Brasil.
Com mais de um milhão de livros vendidos, ainda apresenta programas de televisão e dá palestras em todo o país.
Mulheres de todo o mundo buscam os seus conselhos para conseguir uma vida sexual mais intensa. O que elas não sabem é que, embora seu casamento aparente ser um verdadeiro comercial de margarina, Luciana nunca teve um orgasmo com o seu marido.
Tudo muda na vida da sexóloga ao contratar um novo personal trainner. O orgasmo tão desejado está mais perto do que ela poderia imaginar. Acontecimentos inesperados também mudarão seu destino.